# Кушир плоскоостий
Кушир плоскоостий (Ceratophyllum platyacanthum) — вид рослин з родини куширових (Ceratophyllaceae), поширений у Європі й Азії.

## Опис
Багаторічна трав'яниста рослина 10–100 см завдовжки. Плід видовжений, з плоским, крилоподібним, зубчастим краєм і 3 колючками, верхня колючка дорівнює плоду або довше його, 2 колючки у шкірці плодів сплюснуті.

## Поширення
Обмежений запис ускладнює встановлення справжнього поширення цього виду, він, мабуть, відбувається з Франції, сходу через Німеччину, Угорщину та Європейську Росію до Китаю, Тайваню, Японії, Кореї та Приморського регіону Східної Росії.
В Україні вид зростає в стоячих і повільних водах — відомий з небагатьох місць у Поліссі та Степу (Маріуполь, Херсон).